# Spółdzielczy Bank Rzemiosła i Rolnictwa w Wołominie
Spółdzielczy Bank Rzemiosła i Rolnictwa w Wołominie w upadłości likwidacyjnej (SK Bank) – bank spółdzielczy z siedzibą w Wołominie w stanie upadłości likwidacyjnej, zrzeszony w Grupie Banku Polskiej Spółdzielczości S.A. Upadłość banku ogłoszono w grudniu 2015.

## Historia

### Działalność do 2015
Korzenie banku sięgają 1926, kiedy powstała Kasa Rzemieślniczą – spółdzielnia z o.o. w Wołominie. Bank spółdzielczy powstał formalnie w 1962. Obsługiwał klientów indywidualnych oraz instytucjonalnych.
W 2011 rozpoczął emisję obligacji spółdzielczych na rynku Catalyst w Warszawie.
Do 2015 otworzył 53 oddziały na terenie województw mazowieckiego i śląskiego.
Był sponsorem kobiecej drużyny siatkarskiej SK Bank Legionovia Legionowo.

### Problemy z płynnością i upadłość banku
Od 2013 Komisja Nadzoru Finansowego (KNF) prowadziła wobec banku czynności kontrolne, wynikające z zadań związanych z nadzorem nad bankami. Powodem kontroli był znaczny wzrost wartości sumy bilansowej (o 100% na przestrzeni 12 miesięcy), odbiegający od tempa obserwowanego w innych bankach spółdzielczych w Polsce, wysoka koncentracja udzielanych kredytów w branży deweloperskiej oraz niska marża odsetkowa. Mimo tego sprawozdania finansowe składane przez bank były akceptowane przez biegłego rewidenta bez zastrzeżeń.
W 2014 KNF przeprowadziła w banku kontrolę kompleksową, która zakończyła się wydaniem wytycznych mających na celu poprawę sytuacji finansowej banku oraz poprawę działania procedur związanych z udzielaniem kredytów, w tym limitów koncentracji dla grup kapitałowych i branż oraz dokładności badania wiarygodności i zdolności kredytowej wnioskodawców. Bank otrzymał również zalecenia związane z zatrzymaniem zysków oraz brak zgody na zmianę nazwy na Spółdzielczy Bank Krajowy. Bank został objęty monitoringiem płynności w sposób ciągły i otrzymał zakaz prowadzenia działalności reklamowej. Wskutek braku wdrażania zaleceń kontrolnych KNF zintensyfikowała działania nadzorcze poprzez rozszerzenie zakresu kontroli o procedury związane z przeciwdziałaniem praniu brudnych pieniędzy i działalności kredytowej banku. W toku kontroli stwierdzono szereg rażących naruszeń ze strony banku.
W 2015 sytuacja płynnościowa banku stale się pogarszała z uwagi na szybki wzrost udziału kredytów niespłacanych terminowo w portfelu kredytowym banku, przekraczając 50% w czerwcu tegoż roku. Plan naprawczy złożony przez zarząd został odrzucony. Kontrole wykazały publikowanie nieprawdziwych informacji w sprawozdaniach finansowych oraz niezgodne ze statutem banku procedury podwyższania kapitałów własnych banku przez członków spółdzielni, co umożliwiało zwiększanie wolumenu kredytów udzielonych.
Szczególnie wysokie kwoty udzielonych kredytów dot. podmiotów powiązanych ze spółką deweloperską Dolcan. Kredytów udzielano bez prawidłowej weryfikacji powiązań między wnioskodawcami, co prowadziło do stopnia koncentracji zobowiązań przekraczającego limity wynikające z obowiązujących regulacji. Suma kredytów udzielonych grupie przekroczyła 1,4 mld zł.
10 sierpnia 2015 KNF podjęła uchwałę dot. ustanowienia zarządu komisarycznego w banku i zobowiązała go do sporządzenia planu naprawczego. Zarząd komisaryczny sporządził sprawozdanie finansowe banku, w którym wykazano ujemne kapitały własne banku i jego niewypłacalność. Banki spółdzielcze zrzeszone w Grupie BPS oraz banki komercyjne nie były zainteresowane przejęciem banku. W konsekwencji, 21 listopada 2015 KNF wystąpiła do sądu o zawieszenie działalności banku oraz wystąpiła z wnioskiem o ogłoszenie jego upadłości, do czego sąd przychylił się 30 grudnia 2015. Była to pierwsza upadłość banku w Polsce od 2001, kiedy bankructwo ogłosiły Bank Staropolski S.A. oraz Bank Spółdzielczy we Włodowicach.
26 listopada 2015 Bankowy Fundusz Gwarancyjny rozpoczął proces wypłat środków gwarantowanych poprzez Bank Zachodni WBK. Upadłość banku naraziła na straty finansowe jednostki samorządu terytorialnego będące jego klientami depozytowymi z uwagi na ograniczenia prawne w kwocie gwarantowania depozytów.
W 2017 upadłość ogłosiła spółka deweloperska Dolcan.

### Działania Najwyższej Izby Kontroli
W latach 2015–2016 Najwyższa Izba Kontroli przeprowadziła kontrolę działań KNF w zakresie działań kontrolnych wobec banku, które oceniła negatywnie. KNF nie zgodził się z wynikami kontroli. W zakresie działań Komisji nie sporządzono aktów oskarżenia.

### Śledztwa oraz procesy sądowe
W latach 2015–2019 toczyło się śledztwo prokuratorskie wspierane przez Centralne Biuro Antykorupcyjne zakończone aktem oskarżenia wobec 93 osób obwinianych o popełnienie 1256 przestępstw. Szkody zostały oszacowane przez prokuratorów Prokuratury Regionalnej w Warszawie na 1,4 mld zł. Wśród oskarżonych znalazł się prezes zarządu banku Jan Bajno (pełniący tę funkcję od lat 80. XX wieku), prezes zarządu spółki Dolcan Sławomir Doliński, przedsiębiorca Dariusz Uzarski (posądzany o współpracę z Wojskowymi Służbami Informacyjnymi oraz oskarżony o wyłudzenia kredytów bankowych z Banku Spółdzielczego w Nadarzynie), przedsiębiorca i działacz piłkarski Jerzy Szczęsny.
W 2021 Sąd Okręgowy Warszawa-Praga wydał wyroki skazujące w sprawie dot. współudziału w procesie wyłudzeń kredytów dla siedmiorga z oskarżonych.